# Mariano Armellini
Mariano Armellini (Roma, 7 febbraio 1852 – Roma, 24 febbraio 1896) è stato un archeologo e storico italiano.

## Biografia
Allievo di Giovanni Battista de Rossi, si dedicò all'archeologia cristiana, diventando docente al Seminario Pontificio e nel Collegio di Propaganda a Roma.
Tra le sue scoperte si può menzionare la cripta di Santa Emerenziana nel cimitero sulla via Nomentana presso Sant'Agnese.
Scrisse Gli antichi cimiteri cristiani di Roma e d'Italia, Le catacombe romane, ma divenne celebre innanzitutto per Le chiese di Roma dal secolo IV al XIX, grande opera in cui elenca moltissime chiese della città anche scomparse.
Si dedicò con acume anche alla descrizione della vita romana nel Medioevo e nel Rinascimento.

## Opere
- Mariano Armellini, Gli antichi cimiteri cristiani di Roma e d'Italia, Roma, Tipografia Poliglotta, 1893.
- Mariano Armellini, Le catacombe romane, Roma, Tip. di Mario Armanni, 1880.
- Mariano Armellini, Un censimento della città di Roma, Roma, Tipografia di Roma, 1882.
- Mariano Armellini, Le chiese di Roma dal secolo IV al XIX, Roma, Tipografia Vaticana, 1891.
- Mons. Pio Delicati e Mariano Armellini, Il diario di Leone X, Paris de Grassis (bp. of Pesaro.), 1884.